# Ротенон
Ротенон — сложный изофлавоноид без цвета и запаха, который используется как инсектицид, рыбий яд и пестицид широкого спектра. Он встречается в природе в семенах и стеблях некоторых растений, например, в Pachyrhizus erosus и в корнях нескольких представителей семейства Бобовые. Это первый описанный член семейства химических веществ, называемых ротеноиды.

## Открытие
Самое раннее упоминание о ротенон-содержащих растениях, которые использовались для борьбы с гусеницами, относится к 1848 году, а до того эти же растения использовались индейцами Южной Америки для убийства рыбы. Действующее вещество было выделено в 1895 году французским ботаником, Эммануэлем Жоффруа, который назвал его никоулин, в честь экземпляра Robinia nicou, ныне называемой Lonchocarpus nicou, которую он описал, путешествуя по французской Гвиане. Он написал об этом исследовании в своей диссертации, опубликованной посмертно в 1895 после его гибели от неизвестного паразитарного заболевания. В 1902 году японский химик Нагаи Нагаёши выделил чистое, кристаллическое вещество из Derris elliptica, которое он назвал ротенон, по японскому имени растения — ротен. В 1930 было установлено, что никоулин и ротенон химически идентичны.

## Использование
Ротенон используется как пестицид, инсектицид и рыбий яд. Он доступен коммерчески под названиями кубе, туба или деррис, в чистом виде или в комбинации с другими инсектицидами. В Соединённых Штатах и Канаде было прекращено любое использование ротенона, кроме тех случаев, когда он применяется как рыбий яд. Так, правительственные агентства используют его для потравы рыбы в реках и озёрах США с 1952 года.
Исторически ротенон использовался коренными народами Южной Америки для ловли рыбы. Как правило, корень ротенон-содержащего растения из семейства Бобовые перетирается и бросается в воду. После того, как ротенон ингибирует клеточное дыхание, мёртвая или оглушённая рыба поднимается на поверхность, где её легко собирать.
Небольшие дозы ротенона используются ихтиологами для изучения биоразнообразия морских рыб и сбора скрытых или хорошо прячущихся рыб, которые составляют важную часть берегового сообщества. Ротенон наиболее эффективен и доступен, к тому же он требуется в совсем небольших количествах. Его влияние на окружающую среду минимально и быстро проходит.
Также ротенон в виде порошка используется для лечения чесотки и вшей у людей и паразитических клещей у кур, сельскохозяйственных и домашних животных.
Порошкообразный ротенон как пестицид длительное время использовался для органического садоводства и ухода за садом. Обладая неселективным действием, он убивает колорадского жука, козявок, земляных блошек, гусениц белянок, малинного жука, трещалок и большинство других членистоногих. Он быстро биоразлагается при температуре около 25 °С, так что отрицательное влияние на экологию минимально. Лёгкая обсыпка листьев позволяет держать вредителей под контролем несколько дней.

## Механизм действия
Ротенон подавляет электрон-транспортную цепь митохондрий. Он блокирует перенос электрона с железосерного кластера в комплексе I на убихинон. Из-за того, что комплекс I не может передать электроны убихинону, возникает избыток электронов в форме НАДН в матриксе митохондрий. В результате кислород восстанавливается до радикалов (активные формы кислорода), которые повреждают ДНК и другие компоненты митохондрий.

## Ротенон-содержащие растения
Ротенон получают экстракцией из корней и стеблей нескольких тропических и субтропических видов растений, но преимущественно из растений рода Lonchocarpus или Derris.
Некоторые ротенон-содержащие растения:
- Tephrosia virginiana — Северная Америка
- Хикама или Pachyrhizus erosus — Северная Америка
- Растение кубе или Lonchocarpus utilis — Южная Америка[15]
- Lonchocarpus urucu — Южная Америка[15]
- Туба или Derris elliptica — юго-восточная Азия и юго-западные Тихоокеанские острова
- Derris involuta — юго-восточная Азия и юго-западные Тихоокеанские острова
- Verbascum thapsus
- Mundulea sericea — южная Африка[16]
- Piscidia piscipula — южная Флорида, Карибские острова[17]
- Несколько видов Millettia и Tephrosia в юго-восточных регионах Азии[18]

## Токсичность
Согласно Всемирной организации здравоохранения ротенон относится к умеренно опасным веществам. Он слабо токсичен для людей и других млекопитающих, но чрезвычайно токсичен для насекомых и водных обитателей, включая рыб. Повышенная токсичность для рыб и насекомых объясняется тем, что липофильный ротенон легче попадает в организм через жабры или трахеи, чем через кожу или пищеварительный тракт. Показано in vitro, что ротенон токсичен для эритроцитов.
Наименьшая летальная доза для ребёнка составляет 143 мг/кг. Случаи смертельного отравления людей ротеноном крайне редки, поскольку его раздражающее действие вызывает рвоту. Умышленное поглощение ротенона может быть смертельным.
Ротенон разлагается на солнечном свету и на открытом воздухе активен всего шесть дней. Он окисляется до ротенолона, который на порядок менее токсичен, чем ротенон. В воде скорость разложения зависит от нескольких факторов, включая температуру, pH, жёсткость воды и солнечный свет. Время полураспада в естественных водоёмах варьирует от 12 часов при 24 °C до 3,5 дней при 0 °C.

## Болезнь Паркинсона
В 2000 году поступило сообщение, что ротенон является причиной развития симптомов, аналогичных болезни Паркинсона. Ротенон непрерывно применялся в течение пяти недель в виде смесей с ДМСО и ПЭГ, чтобы усилить проникновение в ткани, и вводился в яремную вену . Исследователи не заявляли, что взаимодействие с ротеноном ведёт к развитию болезни Паркинсона у людей, но согласны с данными, что хроническое воздействие токсинов окружающей среды повышает вероятность заболевания.
Кроме того, исследования на культуре крысиных нейронов и микроглии показали, что низкие дозы ротенона (меньше 10 нМ) индуцируют окислительные повреждения и гибель дофаминергических нейронов, а именно эти нейроны в черной субстанции погибают при болезни Паркинсона. В другом исследовании также описано токсическое действие ротенона при низких концентрациях (5 нМ) в дофаминергических нейронах мозга крыс. Токсичность усугубляется дополнительным стрессовым фактором — повышенной внутриклеточной концентрацией кальция, что послужило дополнительным подтверждением гипотезы о смерти дофаминэргических нейронов.
Раньше было известно, что нейротоксин МФТП вызывает симптомы, подобные болезни Паркинсона (у человека и других приматов, но не у крыс), прерывая электрон-транспортную цепь в комплексе I и убивая дофаминергические нейроны чёрной субстанции. Однако в дальнейших исследованиях с участием МФТП не удалось показать развитие телец Леви, ключевого компонента болезни Паркинсона. Таким образом, механизм действия МФТП и его отношение к болезни Паркинсона до конца не изучены. Из-за этих событий ротенон исследовался как вещество, способное вызывать болезнь Паркинсона. Как МФТП, так и ротенон являются липофильными молекулами и могут пересечь гематоэнцефалический барьер.
В 2010 году было опубликовано исследование, детально изучившее развитие симптомов болезни Паркинсона у мышей после длительного внутрижелудочного приема низких доз ротенона. Концентрации в центральной нервной системе были ниже предела обнаружения приборов, но все равно индуцировали развитие патологии болезни Паркинсона.
В 2011 году национальный институт исследования здравоохранения США показал связь между использованием ротенона и болезнью Паркинсона у сельскохозяйственных рабочих.

## Случаи использования
В 2010 году ротенон был использован для уничтожения популяции инвазивной золотой рыбки в озере Манн (окрг Харни, Орегон. Это было сделано с намерением сохранить озёрную популяцию форели. Ротенон успешно справился с задачей, убив около 200 000 золотых рыбок и только трёх форелей.
В 2014 с помощью ротенона была уничтожена вся рыба в Маунтин Лейк в Сан-Франциско, расположенном в парке Маунтин Лэйк.

## Внешние ссылки
- Rotenone, Molecule of the Month at chm.bris.ac.uk
- Compendium of Pesticide Common Names at alanwood.net
- Cornell University.  Rotenone.  Resource Guide for Organic and Disease Management.
- Rotenone. ARS Pesticide Properties Database
- Rotenone use in research on the biodiversity of marine fishes
- Rotenone Factsheet
- Rotenone registration at US Environmental Protection Agency
- CDC – NIOSH Pocket Guide to Chemical Hazards
- Rotenone at Bioblast
- Chemical Description